# Koper (Kresek)
Koper is een bestuurslaag in het regentschap Tangerang van de provincie Banten, Indonesië. Koper telt 4198 inwoners (volkstelling 2010).